# Club Sport Atlético Daule
El Club Sport Atlético Daule, más conocido como Atlético Daule, es un club de fútbol profesional del cantón Daule, provincia del Guayas, Ecuador. Fue fundado el 15 de abril de 1989 por atletas pertenecientes de dicho cantón. Actualmente juega en la Segunda Categoría de Ecuador.
Está afiliado a la Asociación de Fútbol del Guayas.

## Datos del Club
- Temporadas en Segunda Categoría: 15 (2000-2007, 2018-2020; 2022-presente) .

## Rivalidades
Atlético Daule tiene una rivalidad con Deportivo Banife que hace el Clásico entre montubios y arroceros
A continuación se muestra el historial de partidos entre ambas instituciones.

### Campeonatos provinciales
| Número | Fecha | Campeonato                       | Equipo local   | Equipo visitante | Resultado | Estadio               |
| ------ | ----- | -------------------------------- | -------------- | ---------------- | --------- | --------------------- |
| 1      | 2020  | Segunda Categoría de Guayas 2020 | Atlético Daule | Banife           | 0–1       | Alejandro Ponce Noboa |
| 2      | 2023  | Segunda Categoría de Guayas 2023 | Banife         | Atlético Daule   | 0–3       | Los Daulis            |

## Palmarés

### Torneos provinciales
| Competición                  | Competición | Títulos | Subcampeonatos |
| ---------------------------- | ----------- | ------- | -------------- |
| Segunda Categoría del Guayas | (0/1)       |         | 2004.          |
| Torneo AFG Sub-16            | (1/0)       | 2024.   |                |